# 橡樹嶺天文台
橡樹嶺天文台（Oak Ridge Observatory）位於美國麻薩諸塞州哈佛市。從 1933年起至2005年8月19日，橡樹嶺天文台由哈佛-史密松天體物理中心運作。

## 歷史
橡樹嶺天文台成立於1933年。在最初的40年裡，主要研究重點是追蹤太陽系中的微型行星與小行星。從1980年代開始，天文學家開始使用該裝置對恆星進行長期測量，從而開始尋找太陽系外行星。